# Živilė Simonaitytė
Živilė Simonaitytė (* 17. Januar 1986) ist eine litauische Politikerin, Vizeministerin und ehemalige stellvertretende Generalauditorin des Staates. Sie ist auch Badmintonschiedsrichterin.

## Leben
Nach dem Abitur an der Mittelschule absolvierte Živilė Simonaitytė von 2004 bis 2008 das Bachelorstudium Finanzen und von 2008 bis 2010 das Masterstudium Rechnungswesen und Audit an der Fakultät für Wirtschaftswissenschaften der Universität Vilnius in der litauischen Hauptstadt Vilnius. Dort promovierte sie auch von 2011 bis 2015 und lehrte von 2014 bis 2018 als Lektorin sowie von 2012 bis 2013 an der Kazimieras-Simonavičius-Universität.
Ab 2008 arbeitete Živilė Simonaitytė und 2016 wurde Direktorin der IT-Prüfungsabteilung des staatlichen Rechnungsprüfungsamtes der Republik Litauen. Sie leitete diese Abteilung bis zum Oktober 2017.
Von 2018 bis 2020 war Živilė Simonaitytė stellvertretende Generalauditorin im Rechnungshof der Republik Litauen. seit Dezember 2020 ist sie Stellvertreterin von Minister Arūnas Dulkys am Gesundheitsministerium Litauens, stellvertretende Gesundheitsministerin im Kabinett Šimonytė, geleitet von Premierministerin Ingrida Šimonytė.
Simonaitytė ist internationale Badmintonschiedsrichterin. Im November 2021 nahm sie an der Badminton-Seniorenweltmeisterschaft teil.